# نیروهای مسلح مجارستان
نیروهای مسلح مجارستان (مجاری: Magyar Honvédség) مجموعه نیروهای نظامی مجارستان است، که از ارتش مجارستان و  نیروی هوایی مجارستان تشکیل می‌شود..